# Reitersiegel

Beispiel für ein aufwendiges Reitersiegel des 14. Jahrhunderts: Reitersiegel Herzog Bogislaws V. von Pommern, verwendet ab 1337.
Es zeigt den gerüsteten Herzog auf einem sprengenden Pferd. Er führt Banner und Wappenschild mit dem pommerschen Greifen. Auf dem Haupt ein Stechhelm mit Helmdecke, darüber ein breiter Hut (biretum ducale) mit Pfauenfedern.
(Umzeichnung von 1894)

Mit Reitersiegel werden Siegel bezeichnet, auf denen der Siegelführer auf einem Pferd in voller Rüstung sitzend abgebildet ist. Der Kämpfer hält oft einen Kampfschild, aber wenigstens einen Wappenschild, mit seinen Zeichen und eine Fahne. Seit dem Mittelalter bekannt, wurde ein Reitersiegel nur vom hohen Adel geführt. Die Siegelabbildung zeigt den Siegelführer ohne Anstreben einer Portraitähnlichkeit. Reitersiegel führten beispielsweise Herzöge und Grafen, andere die Majestätssiegel.
Eine Umschrift im Siegel konnte die Devise des Siegelinhabers zeigen. Grundsätzlich sind es runde Siegel. Ovale Formen sind eine Ausnahme. Anfänglich gab es die  einfache Ausführung. Später und besonders ab dem 13. Jahrhundert nimmt die Größe und Bildausschmückung reichlich zu.
Zu den älteren Siegeln kann das des Pfalzgrafen Heinrich am Rhein aus dem Jahre 1095 gerechnet werden.
Es gibt auch sogenannte Damen-Reitersiegel und Siegel mit minderjährigen, noch nicht wehrhaften Söhnen. Letztere halten zur Unterscheidung einen Vogel oder eine ähnliche Figur in der Hand. Zur Seltenheit gehören Reitersiegel einer Stadt, wie das Siegel von Wolfshagen.
Nicht alle Siegel mit gerüsteten Reitern sind den Reitersiegeln zuzuordnen.

## Anmerkung
1. ↑  Diplomatische Siegelkunde. In: Ersch, Gruber (Hrsg.): Allgemeine Enzyklopädie der Wissenschaften und Künste in alphabetischer Folge. Section 1, Theil 29. 1837, S. 283–295, hier S. 290 Fußnote.